# 中国人民解放军陆军合成第一旅
合成第一旅（英語：1st Combined Arms Brigade），又称“贺龙旅”，是中国人民解放军陆军第七十四集团军下辖的一个两栖合成旅，驻地广东省惠州市。

## 历史概述

### 抗日战争前
该旅前身为1930年成立的红二军，历经改革后为现有编制。
红二军前身是贺龙在湖北洪湖一带领导创建的洪湖赤卫队，原称红四军，1930年7月，按照中共中央军委的指示整编为红二军，军长贺龙、政治委员恽代英（未到任，由朱勉之代理）。红二军下辖一个师和一个团，全军2000人：第四师，师长王炳南、政治委员陈协平；警卫团，团长贺佩卿，政治委员吴协仲。建军后，红二军旋即立刻与红六军在湖北公安县组成红二军团，红二军番号随之撤销。
1930年7月4日，红四军和红六军在湖北公安县会师，7月7日，两军在公安南平文庙召开联席会议，红四军改称红二军，成立红二军前委。按照中共中央军委的要求，两军合编成红二军团。红二军团的编制序列和领导人如下：
军团总指挥贺龙、前委书记/政治委员周逸群（后邓中夏代）、参谋长孙德清（后汤慕禹代）、政治部主任柳克明。下辖
- 红二军，军长贺龙（兼任，后孙德清代）、政治委员朱勉之，下辖
  - 第四师，师长王炳南，政治委员陈协平，参谋长向鲁清，下辖
    - 第十团，团长张一鸣，政治委员吴凤卿
    - 第十一团，团长覃甦，政治委员汪毅夫
    - 第十二团，团长吴虎臣，政治委员张海涛

  - 警卫团，团长贺佩卿，政治委员吴协仲
- 红六军，军长旷继勋（后段德昌代）、政治委员段德昌（后柳克明代），下辖
  - 第十六师（红六军第一纵队改编），师长王一鸣，政治委员王鹤，下辖
    - 第四十六团，团长李骑
    - 第四十七团，团长贾鸣钟，政治委员邱鸿禧
    - 第四十八团，团长桂伦，政治委员谭抗

  - 第十七师（红六军第二纵队改编），师长段德昌，政治委员许光达，下辖
    - 第四十九团，团长刘仁载，政治委员戴文斌
    - 第五十团，团长张海清
    - 第五十一团，团长陈华山，政治委员段德福。

全军团共1万余人。10月，为配合红一方面军攻打长沙，红二军团南渡长江，攻打常德，虽然连克华容、石首、公安、石门等地，但付出了很大代价却并未能达到“南征”的战略目标。12月12日，红二军团小部分兵力和伤病员撤回洪湖地区，但主力在邓中夏的坚持下仍滞留江南，直到1931年9月才回到洪湖（此时红二军团已缩编为红三军）。
1931年初，红二军团再次对石门发起攻击，但遭遇较大损失，经过一段时间的游击战斗后于2月底退至枝柘坪一带修整，于3月底至4月初在枝柘坪召开前委会议和党员代表大会。枝柘坪会议后，根据中共中央指示，红二军团缩编为红三军，军长贺龙、政治委员邓中夏（后万涛、彭之玉先后代理，最后由湘鄂西分局书记夏曦兼任，直到1932年1月中共临时中央派关向应接任）、参谋长孙德清、政治部主任柳克明，原红二军、红六军分别缩编为红七师、红八师，另拟定由洪湖苏区的部队编成红九师。全军扩充至一万五千余人。1932年底，红三军因为遭到中华民国政府军围剿，无法在洪湖立足，被迫绕道豫西南、陕南、鄂川边转往湘鄂边。1933年初，红三军整编为第七师、第九师和一个教导团。第七师师长汤福林（后叶光吉代）、政治委员盛联均；第九师师长段德昌、政治委员宋盘铭；教导团团长卢冬生、政治委员关向应。1933年底，红三军进军四川，1934年5月12日又进入贵州，9月10日，红三军恢复红二军团番号。
1934年10月24日，红二军团和红六军团在贵州印水会师，自此开始统一行动。此时红二军团各级主官为军团长贺龙、政治委员任弼时、副政治委员关向应、参谋长李达、政治部主任张子意，辖第四师：师长卢冬生、政委方理明；第六师：师长钟炳然、政委袁任远。1935年11月19日，红二、六两个军团开始长征。出发前，增编由地方武装改编的第五师，师长贺炳炎、政委谭友林。1936年6月30日，全军与红四方面军在甘孜会师。
1936年7月2日，按照中央指令，红二军团与红六军团和红三十二军合编为红二方面军，红二军团改称第二军：军长贺龙、政治委员关向应。下辖第四师：师长卢冬生、政治委员李井泉；第六师：师长贺炳炎、政治委员廖汉生。第五师划归红三十二军建制。10月22日，红二方面军与红一方面军在将台堡会师，长征结束。

### 抗日战争至建国
1937年，原红二军团主力融入红二十八军一部改编为八路军120师358旅，旅长卢冬生（未到职，张宗逊代理）、副旅长李井泉。之后投入抗日战争战场。参加了雁门关、滑石片、陈庄、齐会、米峪镇、百团大战、田家会等重要战役战斗，歼灭日伪军2.3万余人。第二次国共内战时期参加了陕北三战三捷、宜川、沙家店、西府陇东、荔北、扶眉等重要战役战斗。1949年2月，整编为中国人民解放军第一军第一师。

### 建国后
1952年7月，该师按照重装师编制，与第3师合编组建1军1师。原3师7、8团分别改编为1师炮兵团（1953年9月至1969年8月称炮兵301团）、战车团（后改称坦克自行火炮第206团，1968年10月转隶坦克11师）。1953年1月参加抗美援朝，未参与大规模战役，主要承担守备任务，1958年10月回国。
1961年1月成为全军首批10个战备值班师之一。1962年6月，奉命入闽紧急备战，在此次行动中总结出装备、物资管理上的"三分四定"，后来被写入中国人民解放军《内务条令》。1964年1月，步兵第1团第6连被国防部授予"硬骨头六连"荣誉称号。
1984年12月在老山收复战结束后接替昆明军区所属部队承担老山地区防务，毙伤越南人民军4545人，俘敌3人。1985年6月，中央军委授予1团6连"英雄硬六连"， 2团3连"坚守英雄连"， 1团9连班长黄仲虎"战斗英雄"， 3团1营副教导员兼1连指导员钱富生"英雄指导员" 荣誉称号。2001年改制为两栖机械化步兵第一师。
2017年，两栖机械化第一师拆分出一部组成两栖合成第五旅，余部改编为合成第一旅，为现有编制。

## 沿革
参考资料：
| 部隊番號                   | 使用時期                  |
| -------------------------- | ------------------------- |
| 中國工農紅軍第二軍團       | 1930年7月4日-1936年7月2日 |
| 红二方面军第二军           | 1936年7月2日-1937年8月    |
| 八路军第三五八旅           | 1937年8月-1945年11月      |
| 西北野战军第三五八旅       | 1945年11月-1947年2月      |
| 西北野战军第一旅           | 1947年2月-1949年2月       |
| 中國人民解放軍第一军第一師 | 1949年2月-1955年1月       |
| 步兵第一师                 | 1955年1月-1960年1月       |
| 陆军第一师                 | 1960年1月-1985年9月       |
| 摩托化步兵第一師           | 1985年9月-2001年10月      |
| 两栖机械化步兵第一師       | 2001年10月-2017年4月      |
| 合成第一旅                 | 2017年4月至今             |

## 荣誉
- 红军团：前步兵第一团，现为本旅
- 红军团、百将团：前步兵第二团，现为两栖合成第五旅主体
- 硬骨头六连，英雄硬六连：前步兵第一团第六连
- 坚守英雄连：前步兵第二团三连